# Mediobanca
Mediobanca S.p.A. (per esteso Mediobanca Banca di Credito Finanziario) è un istituto di credito italiano fondato nel 1946 per iniziativa di Raffaele Mattioli (allora presidente della Banca Commerciale Italiana che ne fu promotrice insieme con il Credito Italiano) e di Enrico Cuccia (che ne fu il direttore generale dalla fondazione al 1982).
Il Gruppo Mediobanca è oggi un gruppo finanziario diversificato composto da quattro divisioni di business: Wealth Management, Corporate & Investment Banking, Consumer Finance e Insurance. L’area del Wealth Management, il cui lancio nel 2016 ha dato una nuova connotazione alla strategia del gruppo, ha registrato i maggiori tassi di crescita nel secondo semestre del 2023 ed è attesa diventare entro il 2026 la prima in termini di commissioni e la seconda in termini di ricavi. Con l’esecuzione del Piano Strategico al 2026 “One Brand One Culture”, Mediobanca intende assumere il profilo di un “wealth manager”, facendo leva in particolare sulle sinergie interne al Gruppo e sulla tradizionale attività di banca d’affari a servizio di questo nuovo posizionamento.
È presente sui mercati internazionali con le sedi di Milano, Parigi, Madrid, Francoforte sul Meno, Londra, New York e Lussemburgo.
La società è quotata nell'indice FTSE MIB della Borsa Italiana e componente dello Standard Ethics Italian Banks Index.

## Storia

### La fondazione
Mediobanca fu costituita nel 1946 per iniziativa di Raffaele Mattioli, allora Presidente della Banca Commerciale Italiana che ne fu promotrice insieme con il Credito Italiano, e di Enrico Cuccia, per soddisfare le esigenze a media scadenza delle imprese produttrici.
Si voleva stabilire un rapporto diretto tra il mercato del risparmio e il fabbisogno finanziario per il riassetto produttivo delle imprese, reduci dalle devastazioni della seconda guerra mondiale.
Dopo l'emanazione della legge bancaria del 1936, che stabiliva una netta separazione tra credito a breve e a medio/lungo termine, dopo che le banche più importanti avevano optato per la specializzazione sul credito a breve, mancava infatti un ente che potesse favorire il credito finanziario e i collocamenti in Borsa delle imprese in espansione. Accanto alla concessione di crediti consolidati, a fronte di una raccolta costituita da certificati di deposito e libretti vincolati, Mediobanca ha sviluppato sin dall'inizio un'attività di intermediazione consistente nel collocamento sui mercati finanziari di obbligazioni e azioni emesse da imprese italiane.
Il Banco di Roma aveva deliberato di non partecipare alla società; tuttavia il direttore generale della Banca d'Italia Donato Menichella fece pressione sulla banca romana perché ritornasse sulla decisione, al fine di non lasciare il nuovo istituto nelle mani dei soli Mattioli e Brughera (consigliere delegato del Credito Italiano). A presiedere l'istituto dalla nascita fino al 1958 fu Eugenio Rosasco a cui successe Adolfo Tino fino alla sua morte nel 1977. Enrico Cuccia ha guidato come direttore generale l'istituto per molti anni (10/4/1946-29/9/1982), anche come amministratore delegato (27/10/1949-29/9/1982) e infine presidente onorario (14/3/1988-23/6/2000), giungendo a far identificare la sua persona con l'impresa stessa.
A metà anni cinquanta del Novecento furono stretti accordi con importanti partner nazionali ed esteri (Gruppo Lazard, Berliner Handels-Gesellschaft, Lehman Brothers, Sofin) che le consentirono di giocare sulla scena internazionale. Nel 1956 la banca fu quotata in Borsa. Mediobanca è intervenuta sin dalle origini in settori collaterali a quello creditizio, quali le gestioni fiduciarie (1948 con la Spafid) la promozione del commercio internazionale (attraverso trading companies operanti soprattutto tra Italia e Africa a metà anni Cinquanta), il credito al consumo (nel 1960 attraverso la Compass che era stata costituita dieci anni prima per sviluppare nuove iniziative con soci industriali), la revisione contabile (1961 con la Reconta che fu la prima società italiana di revisione), il leasing (1970 con la Selma).

### L'era Cuccia
Le professionalità dimostrate dalla banca sotto la guida di Enrico Cuccia le hanno consentito di guadagnare presto una posizione di guida nel settore dell'investment banking in Italia. Fu in effetti Cuccia a dare alla banca il carattere di unica banca d'affari italiana. Fra le prime operazioni ci fu il salvataggio della Montecatini che terminerà con la costituzione della Montedison nel 1966. Nel 1964 Mediobanca diresse la formazione del primo gruppo di intervento nel capitale di una società, la Olivetti, cui partecipò con altri enti finanziari e bancari (IMI, FIAT, Pirelli e la Centrale) allo scopo di ridefinirne gli ambiti strategici e risanarne la struttura finanziaria, in seguito al ritiro della famiglia fondatrice.
Nel 1968 l'istituto di via Filodrammatici gestì la scalata alla Montedison di Giorgio Valerio da parte dell'Eni di Eugenio Cefis. Mediobanca è stata per molti anni la banca di fiducia del gruppo FIAT, per il quale ha curato molte operazioni.
In particolare fu l'istituto di Cuccia a trattare con la Libyan Arab Foreign Bank l'ingresso nel 1977 e l'uscita nel 1986 della finanziaria libica dal capitale del gruppo automobilistico torinese, così come è stata Mediobanca a curare il trasferimento della SNIA dalla Montedison alla FIAT nel 1980.
Nel 1981 fu di nuovo Mediobanca a gestire la privatizzazione della Montedison, in favore di un consorzio partecipato dai gruppi Agnelli, Pirelli, Bonomi e Orlando, che in particolare acquistarono il controllo della Gemina, nuovo "salotto buono" della finanza italiana.
Ugualmente importanti le operazioni con la Pirelli e l'Italcementi. L'attività di collocamento di titoli di società italiane sul mercato nazionale e all'estero ha favorito l'assunzione di piccoli pacchetti azionari che nel corso del tempo sono stati incrementati reimpiegando parte degli utili e venendo a costituire il principale investimento reale a presidio del patrimonio. Quegli stessi pacchetti hanno favorito la fidelizzazione dei maggiori clienti. I più importanti riguardarono le Assicurazioni Generali, la Montedison, la SNIA, la Pirelli e la FIAT. I successivi acquisti, a più riprese, di azioni Generali hanno portato la banca ad esserne il maggiore azionista (oggi la quota è del 13%).
Enrico Cuccia tenne l'istituto al di fuori delle influenze politiche che invece nel corso del tempo presero ad interessare l'Iri, ente pubblico che controllava le tre banche d'interesse nazionale sue socie di maggioranza. Nel 1982 iniziò un periodo di forti frizioni con l'Iri (sotto la presidenza di Romano Prodi) che impose alle sue banche di non rinnovare il mandato a Cuccia. Questi tuttavia, pur dimettendosi dalla direzione generale, mantenne la carica di consigliere di amministrazione su designazione del socio Lazard. Nella direzione della banca gli subentrarono i due collaboratori prediletti, Silvio Salteri, che fu nominato amministratore delegato; Vincenzo Maranghi (designato da tempo come suo delfino) direttore generale.

### La privatizzazione
Nel 1988, grazie all'intervento di Antonio Maccanico, che assunse la presidenza nel 1987, le posizioni contrastanti furono ricomposte e venne realizzata la privatizzazione della banca attraverso la costituzione di un sindacato di blocco con partecipazione paritetica di gruppi bancari (inizialmente le tre Bin fondatrici) e gruppi privati. In tale occasione la carica di amministratore delegato passò a Vincenzo Maranghi e Cuccia accettò la nomina a Presidente d'Onore mantenendo in banca una presenza simbolica e di alta consulenza. Dopo Antonio Maccanico, chiamato ad incarichi di governo, la presidenza passò a Francesco Cìngano che era stato il successore di Mattioli alla Banca Commerciale Italiana.
Secondo Giorgio La Malfa, il problema di Mediobanca si complicò ulteriormente con l'emanazione della nuova legge bancaria nel 1993, che abolì l'obbligo della specializzazione consentendo agli istituti di credito ordinario di entrare nel mercato del medio/lungo termine, generò una serie di problemi tra Mediobanca e i propri soci bancari che cessarono di essere il canale quasi esclusivo di collocamento dei depositi vincolati e delle obbligazioni: "le banche commerciali furono autorizzate a operare nel credito a medio termine. A partire da quel momento il conflitto di interessi fra le banche azioniste e Mediobanca, che era emerso solo in via sporadica ed eccezionale, diventò un problema quotidiano: Mediobanca divenne il concorrente dei suoi azionisti bancari nelle operazioni per certi aspetti più importanti sia come possibile profittabilità sia come evidenza pubblica.
Dopo la morte di Cuccia fu esattamente un conflitto di questo genere che provocò lo scoppio delle ostilità nei confronti dell'amministratore delegato Vincenzo Maranghi". Nel mutato contesto dei mercati finanziari a partire dagli anni Novanta, Mediobanca si è evoluta impegnandosi maggiormente nelle operazioni di investment banking, realizzando una diversificazione importante nel private banking ed espandendo l'area del credito al consumo, infine sviluppando una presenza internazionale.
Negli anni Novanta fu tra i principali operatori del programma italiano di privatizzazione delle grandi imprese pubbliche (le maggiori operazioni riguardarono Telecom Italia, Enel, Banca di Roma e Banca Nazionale del Lavoro), contribuendo anche ai programmi esteri nel Regno Unito, in Francia, Germania e Spagna.

### Dopo la morte di Cuccia
La morte di Enrico Cuccia, nel giugno 2000, fece acuire le tensioni con i soci bancari a causa dei conflitti d'interesse, della competizione sugli stessi mercati e dell'ostilità della banca centrale verso la direzione di Mediobanca. Nell'aprile 2003 Vincenzo Maranghi accettò di dimettersi a patto che venisse conservata l'autonomia della banca. Ciò avvenne promuovendo ai vertici operativi due suoi stretti collaboratori, Alberto Nagel e Renato Pagliaro. Essi svilupparono più intensamente le operazioni di mercato (collocamenti, M&A, negoziazione di strumenti finanziari), riducendo il peso delle partecipazioni storiche (alcune delle quali vennero smobilizzate, come quella sulla Fiat). Realizzarono anche la penetrazione sulle principali piazze estere, dove fu stabilita una presenza attraverso team professionali di origine locale.
Dal sodalizio tra Mediobanca e Banca Mediolanum nel 2001 nasce Banca Esperia, un progetto avviato all’interno di Mediobanca e nato da un’intuizione di Alberto Nagel con l’obiettivo di offrire agli imprenditori clienti dell’istituto un supporto nella gestione della liquidità proveniente dalle operazioni straordinarie seguite dalla divisione Corporate & Investment Banking dell’istituto.
Banca Esperia ha posto le basi per la nascita di Mediobanca Private Banking. La divisione a servizio delle grandi famiglie imprenditoriali italiane di Mediobanca è stata costituita ufficialmente nel dicembre 2017 dopo l’acquisizione del 50% detenuto da Banca Mediolanum e con la successiva fusione per incorporazione di Banca Esperia all’interno di Mediobanca.
L’ambizione di questa divisione era proprio quella immaginata da Nagel alla fine degli anni Novanta: diventare la prima Private & Investment Bank in Italia, un modello oggi molto apprezzato anche dagli analisti finanziari, forte delle sinergie con i servizi di Corporate & Investment Banking del Gruppo Mediobanca, messi a disposizione della clientela imprenditoriale.
Un ruolo suggellato anche dagli ultimi tre piani industriali di Mediobanca (2016-19, 2019-2023, 2023-2026) che hanno attribuito un ruolo prioritario alla crescita della divisione Wealth Management del gruppo Mediobanca con l’obiettivo di realizzare una crescente integrazione tra attività di Corporate & Investment Banking e la gestione dei grandi patrimoni privati.
Sul fronte della gestione dei risparmi, il 2008 segna la nascita di CheBanca!, un progetto pensato per supportare la raccolta diretta di capitali funzionali alle attività Corporate, grazie ad un modello nativo digitale. Negli anni CheBanca! ha cambiato la propria mission, passando da deposit gatherer ad asset gatherer. Con la nascita della divisione Wealth Management di cui CheBanca! era parte, sancita con il piano strategico 2016-19, la Banca ha avviato un riposizionamento che l’ha portata, in meno di 10 anni, ad essere un primario operatore nella gestione del risparmio e degli investimenti a servizio e della clientela Affluent & Premier. In particolare, è stata costruita una piattaforma di distribuzione multicanale che contava a fine 2023 oltre 200 punti vendita, tra filiali e uffici dedicati alla consulenza distribuiti sul territorio italiano, oltre 1.100 professionisti della consulenza con €39 miliardi di masse finanziarie totali. Un’impostazione che ha posto le basi per il lancio ad inizio 2024 di Mediobanca Premier, banca specializzata nella gestione degli investimenti delle famiglie con patrimoni fino a 5 milioni di euro.
La crescita di CheBanca nella gestione dei risparmi è stata segnata anche dall’acquisizione, nel 2015 delle attività italiane di Barclays, a costo zero. Sarebbero stati anzi gli inglesi a corrispondere a CheBanca! 237 milioni di euro, come rimborso per la razionalizzazione e il rilancio del network. Per il Gruppo Mediobanca l'accordo permise di incrementare il portafoglio di 220.000 nuovi clienti (per un totale di 770.000 clienti), 2,9 miliardi di mutui residenziali, 89 filiali, 550 dipendenti dell'area commerciale 70 promotori finanziari. Ma soprattutto consentì di aumentare la raccolta a 6,2 miliardi (da 3,1).
L’assetto dirigenziale di Mediobanca si è stabilizzato a partire dal 2010. La fase successiva alle dimissioni di Maranghi comportò la nomina di una presidenza esterna (Gabriele Galateri di Genola e Cesare Geronzi), prima che gli eventi successivi ristabilissero tutte le condizioni che garantiscono l'autonomia dell'istituto la cui guida vede oggi Alberto Nagel amministratore delegato (attualmente CEO da più a lungo nel suo incarico tra le società dell’indice FTSE MIB) e Renato Pagliaro presidente.

### Decade il patto di sindacato
Nell'ottobre 2017 Pirelli esce dal patto di sindacato cedendo il suo 1,79% per 153 milioni di euro. Nel settembre 2018 esce anticipatamente dal patto Italmobiliare, la holding della famiglia Pesenti, svincolando lo 0,98%. Italmobiliare resta comunque indirettamente nel patto attraverso il 14,3% in FinPriv, titolare di una quota dell'1,62% sindacato di Mediobanca. Sempre nel settembre 2018 esce anticipatamente dal patto di sindacato anche il finanziere Vincent Bolloré, con il 7,86% secondo azionista dopo Unicredit. Queste disdette anticipate portano l'intesa sotto quota 25%, facendo di conseguenza decadere l'intero patto parasociale a partire dal 1º gennaio 2019. È la fine di una lunga storia durata 60 anni e basata sull'accordo tra i soci maggiori.
A novembre del 2019, il gruppo Unicredit ha concluso con successo la vendita in modalità accelarated bookbuilding della propria quota azionaria dell'8.4%, uscendo dalla proprietà di Mediobanca. L'operazione, di ammontare complessivo pari a 785 milioni di euro, ha dato luogo al trasferimento di 74.5 milioni di azioni al prezzo unitario di 10.53 euro, forte di un rialzo determinato dall'ingresso a sorpresa nel capitale dell'imprenditore milanese Leonardo Del Vecchio. Dopo un primo acquisto di azioni avvenuto a settembre del 2019, Delfin, la holding di Del Vecchio, è salita ad una quota del 7.52% di Mediobanca.
Nel novembre 2023 l'agenzia di rating Moody's ha alzato l’Outlook di Mediobanca da Negative a Stable, confermando il rating di lungo termine a Baa.
In linea con le linee guida strategiche, a gennaio 2024 Mediobanca ha lanciato Mediobanca Premier, una nuova banca del Gruppo specializzata nella gestione patrimoniale e negli investimenti per le famiglie italiane, che combina e valorizza due degli asset fondamentali del Gruppo: da un lato le competenze maturate da Mediobanca in oltre 70 anni di attività sui mercati al fianco delle imprese, e dall'altro l'heritage di CheBanca!.
Nel gennaio 2025, Mediobanca ha rifiutato un'offerta di acquisizione da parte di Banca Monte dei Paschi di Siena per 13,3 miliardi di euro.

## Archivio
L'Archivio Storico di Mediobanca, intestato a Vincenzo Maranghi, è liberamente consultabile online. Sono consultabili i documenti a partire dal 1946.

## I presidenti
- Eugenio Rosasco (1946-1958)
- Adolfo Tino (1958-1977)
- Innocenzo Monti (1978-1979)
- Fausto Calabria (1979-1985)
- Antonio Monti (1985-1987)
- Antonio Maccanico (1987-1988)
- Francesco Cìngano (1988-2003)
- Gabriele Galateri di Genola (2003-2007)
- Cesare Geronzi (2007-2010)
- Renato Pagliaro (2010-in carica)

## Azionisti
All'atto della fondazione nel 1946 gli azionisti erano:
- Banca Commerciale Italiana 35%
- Credito Italiano 35%
- Banco di Roma 30%

Nel 1958:
- Banca Commerciale Italiana 24%
- Credito Italiano 24%
- Banco di Roma 20%
- Piccoli azionisti 28%
- Privati 4%

Nel 1982:
- Banca Commerciale Italiana 9%
- Credito Italiano 9%
- Banco di Roma 7%
- Piccoli azionisti 50%
- Privati 25%
  - Assicurazioni Generali
  - Fondiaria
  - Olivetti
  - FIAT
  - La France
  - Pirelli
  - Italmobiliare
  - R.A.S.
  - S.A.I.

ciascuno con una quota del 2% nel 1982; il restante 7% ad altri gruppi di minoranza.

### Principali azionisti
Da gennaio 2019 è in vigore un Accordo di consultazione che riunisce il 20% circa degli azionisti e non prevede vincoli di blocco o di voto sulle azioni apportate.
All’ottobre 2023 gli azionisti con quote di partecipazione al capitale superiori all’1% sono:
| Azionista                 | % su cap. |
| ------------------------- | --------- |
| Investitori istituzionali | 45%       |
| Leonardo Del Vecchio      | 19,8%     |
| Retail e altro            | 18,7%     |
| Patto di consultazione    | 10,9%     |
| Gruppo Caltagirone        | 5,6%      |

A novembre del 2019, il gruppo Unicredit ha concluso con successo la vendita in modalità accelarated bookbuilding della propria quota azionaria dell'8.4%, uscendo dalla proprietà di Mediobanca. L'operazione, di ammontare complessivo pari a 785 milioni di euro, ha dato luogo al trasferimento di 74.5 milioni di azioni al prezzo unitario di 10.5 euro, forte di un rialzo determinato dall'ingresso a sorpresa nel capitale dell'imprenditore milanese Leonardo Del Vecchio.
Dopo un primo acquisto di azioni avvenuto a settembre del 2019, Delfin, la holding controllata al 100% da Leonardo Del Vecchio, è salita ad una quota del 7.5% di Mediobanca. Fondazione Del Vecchio e Unicredit sono soci dell'Istituto Europeo di Oncologia.

## Partecipazioni
Nel 1982 le principali partecipazioni di Mediobanca erano:
- Montedison 18%
- Caffaro 16%
- Gemina 13%
- Pirelli12%
- SNIA Viscosa 11%
- Fondiaria 10%
- Falck 5,4%
- Assicurazioni Generali 5%
- SME 4%
- Fiat 3%
- Olivetti 2%

Al gennaio 2022 le principali partecipazioni sono:
- Assicurazioni Generali (13%)[45]
- Italmobiliare (6,7%)
- RCS MediaGroup (9,9%)[46]

## Attività
La struttura del business di Mediobanca è oggi costituita da quattro aree specializzate: Wealth Management (gestione degli investimenti e protezione dei patrimoni), Corporate & Investment Banking (attività di banca d’affari), Consumer Finance (credito al consumo) e Insurance (assicurazioni). All’interno delle attività “wholesale banking” l’estero conta circa il 40% dei ricavi mentre le attività retail sono concentrate in Italia.
A partire dal 2003 Mediobanca ha semplificato la struttura del gruppo uscendo dalle partecipazioni non strategiche ereditate dalla gestione storica; nel 2019 i ricavi delle partecipazioni si riferiscono prevalentemente alla quota in Assicurazioni Generali.
La divisione Wealth Management (25% dei ricavi del Gruppo) è così suddivisa:
- la clientela Affluent & Premier è gestita da Mediobanca Premier;
- il segmento Private Banking, HNWI & UHNWI è gestito da Mediobanca Private Banking, CMB Monaco;
- la piattaforma di Asset Management è composta dalle controllate Mediobanca SGR, Polus Capital[47], e RAM Active Investiments[48];
- i servizi fiduciari sono gestiti dalla controllata Spafid - Società per Amministrazioni Fiduciarie S.p.A.

Mediobanca è attiva nel Corporate & Investment Banking (22% dei ricavi), direttamente e tramite società controllate, nei seguenti ambiti: servizi finanziari per le imprese e in particolare nei servizi di M&A, Capital Market, Corporate Lending e Trading.
La divisione Consumer Finance (34% dei ricavi) è costituita principalmente dalla controllata Compass Banca S.p.A.
In linea con la politica di sostenibilità di Gruppo, al termine dell’esercizio 2022-23 Mediobanca ha selezionato il 100% dei nuovi investimenti in ambito Asset Management utilizzando sia criteri ESG sia finanziari e ha ottenuto il 100% dell’approvvigionamento di energia da risorse rinnovabili. Anche nel 2023 Mediobanca ha raggiunto la neutralità climatica, in aderenza al programma della Net-Zero Banking Alliance promossa dall’ONU a cui la banca prende parte.
Nel luglio 2023 Mediobanca ha creato una joint venture con Founders Factory, venture studio e acceleratore di startup con sede a Londra leader nel settore fintech, con l’obiettivo di investire nello sviluppo di 35 aziende innovative nel settore dei servizi finanziari.

## Mediobanca Premier
Mediobanca Premier nasce il 15 gennaio 2024 come banca specializzata nella gestione del risparmio e degli investimenti delle famiglie italiane, che coniuga e valorizza due asset fondamentali del Gruppo: da una parte la competenza maturata da Mediobanca in oltre 70 anni di attività sui mercati al fianco delle imprese, dall’altra l’esperienza di CheBanca!, istituto nato il 12 maggio 2008 che ha vissuto in 15 anni una storia di evoluzione e crescita.
All’interno di Mediobanca Premier, il marchio CheBanca! rimane in uso esclusivamente per il prodotto "mutui", distribuito attraverso le reti terze e online.
In occasione del lancio, Mediobanca Premier si attesa su una raccolta di circa 39 miliardi di masse finanziarie totali e si avvale di oltre 1.100 professionisti della consulenza, equamente divisi tra banker e consulenti finanziari, presenti sul territorio nazionale attraverso circa 200 punti vendita, tra filiali e uffici di consulenza finanziaria.

## Compass
Compass è una società finanziaria italiana di proprietà del gruppo Mediobanca con oltre 180 filiali specializzata nel credito al consumo (prestiti personali e finalizzati, carte di credito e cessione del quinto). Fondata nel 1951 e avente sede a Milano, è uno dei principali operatori italiani nel proprio settore. Nel corso della propria esistenza ha progressivamente ampliato le proprie attività, occupandosi anche di servizi finanziari per i pagamenti, del settore assicurativo (a seguito dell'autorizzazione rilasciata dalla Banca d'Italia il 9 aprile 2013) dell'emissione di moneta elettronica. Nel 2015 Compass diventa Banca assumendo il nome Compass Banca S.p.A.
Il core business di Compass è rappresentato dai prodotti e servizi di credito al consumo per le famiglie, nelle forme di prestiti personali, prestiti finalizzati, carte di credito e cessione del quinto dello stipendio. Dal 2011, per l'emissione e la gestione delle carte di credito, Compass ha assunto anche la forma di istituto di pagamento, mentre nell'ottobre 2012 ha iniziato anche a distribuire polizze assicurative per la casa, non legate a contratti di credito al consumo. Nel 2013, con l'autorizzazione ad operare come Istituto per l'emissione di Moneta Elettronica (IMEL), Compass ha lanciato Compass Pay, piattaforma per i servizi di pagamento on e off line che integra un conto di base (per effettuare gli usuali servizi di gestione e trasferimento fondi) con altri prodotti quali carte di pagamento, borsellino elettronico per effettuare acquisti on-line e la possibilità di ottenere minicrediti per avere sempre a disposizione una riserva di liquidità per fronteggiare le spese impreviste.
Nel 2021 Compass inizia ad operare nel Buy Now Pay Later lanciando PagoLight, una tra le principali soluzioni di BNPL in Italia con un volume complessivo di transazioni di circa €200mln (esercizio 2022-2023), disponibile in oltre 13.000 punti vendita fisici e su 200 piattaforme di commercio elettronico. Compass ha ampliato la sua focalizzazione sul Buy Now Pay Later con due acquisizioni: ad ottobre 2022 viene infatti annunciata l’acquisizione della società fintech italiana Soisy, mentre a giugno 2023 è stato rilevato il 100% di HeidiPay Switzerland AG, avviando il percorso di diversificazione geografica della divisione Consumer Finance del Gruppo Mediobanca.

## Sedi estere
Dal 2006 Mediobanca ha iniziato un processo di internazionalizzazione con l'obiettivo di ampliare la base di mercato, diversificare i rischi di controparte e assistere i propri clienti anche nelle operazioni all'estero. Nel Corporate Investment Banking Mediobanca è presente in Europa continentale con le sedi di Parigi (2004), Francoforte (2007) e Madrid (2007). In questi paesi la strategia dell'Istituto è quella di fornire attività di Corporate Finance attraverso una vasta gamma di servizi di corporate e leveraged finance, corporate lending, debt capital market e equity capital market. La sede di New York è attiva nel brokeraggio e nell'attività di rappresentanza e in Lussemburgo.
La sede di Londra, costituita nel 2008, è invece composta da team specializzati nelle soluzioni per la clientela: Credit, Rates, FX, Alternatives and Equity Derivatives, Corporate Lending and Leveradged Finance, Equity research, Advisory, oltre alla funzione di piattaforma Equity e derivati la sede di Londra è strategica per intensificare i rapporti con fondi Hedge e Private Equity.
A partire dal 2014 la sede londinese ospita il team FIG EMEA.

## Organi amministrativi
Dal giugno 2007 al settembre 2008 Mediobanca è stata uno dei pochi esempi italiani di banche che ha utilizzato la cosiddetta governance duale.
Dal settembre 2008 Mediobanca ritornò al sistema tradizionale con delle differenze rispetto al modello originario.
Comitato Esecutivo sono presenti come membri di diritto i dirigenti del Gruppo Mediobanca (attualmente Renato Pagliaro, Francesco Saverio Vinci, Alberto Nagel, i consiglieri Sabrina Pucci, Vittorio Pignatti-Morano Campori, Mana Abedi, Virginie Banet, Laura Cioli, Angela Gamba, Marco Giorgino, Valérie Hortefeux, Maximo Ibarra, Sandro Panizza, Laura Penna, Angel Vilà Boix. Il Consiglio di Amministrazione è composto per l’80% da componenti indipendenti.

## Piano strategico 2023-2026
Il 24 maggio 2023 Mediobanca ha presentato le linee guida del Piano Strategico 2023-2026 “One Brand One Culture”. Obiettivo prioritario è quello di far diventare Mediobanca un attore leader nel Wealth Management in Italia e proseguire il percorso di diversificazione dei ricavi e generazione di utili con il contributo crescente delle divisioni Consumer Finance e Insurance. Per le storiche attività di banca d’affari, racchiuse nella divisione Corporate & Investment Banking, il management ha previsto un incremento dei ricavi dell’11%, perseguendo un approccio in linea con l’orientamento sempre maggiore del Gruppo verso attività a basso assorbimento di capitale. In questo contesto si inserisce l’acquisizione, annunciata pochi giorni prima, della società Arma Partners, leader nel mercato dell’economia digitale per l’attività di consulenza in operazioni di fusione e acquisizione.
Il Piano Strategico ha l’obiettivo di completare una trasformazione del Gruppo intrapresa nel 2013, in particolare con il lancio della divisione Wealth Management e che nel decennio trascorso ha garantito agli investitori un total shareholder return del 270%. Entro il 2026 Mediobanca pianifica di remunerare gli azionisti con 3,7 miliardi di euro.
Per il raggiungimento degli obiettivi del piano “One Brand One Culture” il Gruppo si ispira a un modello di Private & Investment Bank che fa leva sulle sinergie tra le divisioni di business. La strategia comunicata al mercato punta a rendere la divisione Wealth Management il primo contributore per commissioni e secondo in termini di ricavi.